# Mitterfels
Mitterfels ist ein Markt im niederbayerischen Landkreis Straubing-Bogen und Sitz der Verwaltungsgemeinschaft Mitterfels. Mitterfels ist staatlich anerkannter Luftkurort.

## Geographie

### Lage
Der Markt liegt im Naturpark Bayerischer Wald auf einem Felsplateau über der Menach. Die exponierte Lage brachte dem Ort schon früh die Bezeichnung „Bayerisches Jerusalem“ ein.
Der höchste Punkt der Gemeinde liegt auf 497 m ü. NHN im Gemeindeteil Kögl, der tiefste auf 325 m ü. NHN im Gemeindeteil Aichmühl.

### Gemeindegliederung
Es gibt 36 Gemeindeteile (in Klammern ist der Siedlungstyp angegeben):
- Aichmühl (Einöde)
- Aign (Weiler)
- Auhof (Einöde)
- Dunk (Einöde)
- Einfürst (Einöde)
- Eisenhart (Einöde)
- Englberg (Einöde)
- Großkohlham (Einöde)
- Hagnberg (Einöde)
- Herrnberg (Einöde)
- Hinterbuchberg (Dorf)
- Höfling (Weiler)
- Höllmühl (Einöde)
- Hörmannsberg (Weiler)
- Kastenfeld (Einöde)
- Kleinkohlham (Einöde)
- Kögl (Einöde)
- Kreuzkirchen (Weiler)
- Miething (Einöde)
- Mitterfels (Hauptort)
- Neumühle (Einöde)
- Oberhartberg (Weiler)
- Pürstenberg (Einöde)
- Scheibelsgrub (Dorf)
- Schoppühl (Einöde)
- Spornhüttling (Einöde)
- Steinhaus (Einöde)
- Steinrießl (Einöde)
- Straßhof (Einöde)
- Talmühle (Weiler)
- Unterhartberg (Weiler)
- Vorderbuchberg (Weiler)
- Weingarten (Dorf)
- Wiespoint (Einöde)
- Wollersdorf (Weiler)
- Zackenberg (Einöde)

Das Gebiet der Gemeinde und der Gemarkung Mitterfels sind deckungsgleich.
Einige frühere Ortsteile/Gemeindeteile sind Hochfeld, Leimgruben, Reinbach, Reitschul, Unterholzen, Weiherfeld, Ziegelhütte.

### Nachbargemeinden
- Ascha
- Haselbach
- Hunderdorf
- Bogen
- Steinach

### Klima
Die Jahresmitteltemperatur liegt bei 7 °C–8 °C, die Jahresniederschlagssumme liegt zwischen 750 mm bis 850 mm.

## Geschichte

### Bis zur Gemeindegründung
Im Jahre 1104 gründeten die Grafen von Bogen das nahe Kloster Oberalteich. Die Burg Mitterfels wird erstmals 1194 genannt. Diese fiel mit dem Aussterben der Grafen von Bogen im Jahr 1242 an die Wittelsbacher. Mitterfels war von 1280 bis 1799 Sitz eines Pflegamts und von 1799 bis 1879 eines Landgerichts des Kurfürstentums und Königreiches Bayern. Im Dreißigjährigen Krieg fiel die Festung Mitterfels 1633/34 an die Schweden. Im 18. Jahrhundert wurden Angriffe der Panduren erfolgreich abgewehrt. Im Zuge der Verwaltungsreformen in Bayern entstand mit dem Gemeindeedikt von 1818 die heutige Gemeinde. Sie wurde aus den Orten des Steuerdistrikts Mitterfels, sowie einzelnen Orten aus den Steuerdistrikten Gaishausen (Vorder- und Hinterbuchberg), Haselbach (Einfürst) und Ascha (Auhof, Englberg, Hörmannsberg) gebildet.

### 19. bis 21. Jahrhundert
Das Landgericht wurde 1861 aufgelöst, ein Amtsgericht bestand im Schloss Mitterfels bis zum Jahr 1973. Trotz seiner zentralörtlichen Funktion als Verwaltungsmittelpunkt besaß Mitterfels kein Markt- oder Stadtrecht. Erst 1968 wurde es zum Markt erhoben. Die Burganlage, die heute im Eigentum der Gemeinde und Sitz der Verwaltungsgemeinschaft Mitterfels ist, gehört zu den landschaftsprägenden Baudenkmalen der Region. Die historische Hien-Sölde, ein 1436 errichtetes Kleinbauernhaus in Blockbauweise, besitzt überregionale Bedeutung.

### Eingemeindungen
Im Jahr 1876 wurde die Gemeinde Scheibelsgrub eingemeindet. Im Zuge der Gebietsreform in Bayern wurden am 1. Mai 1978 die Gemeindeteile Hagnberg, Kögl und Wiespoint der aufgelösten Gemeinde Gaishausen nach Mitterfels eingegliedert.

### Einwohnerentwicklung
| Jahr      | 1840 | 1871 | 1900 | 1925 | 1939 | 1950 | 1961 | 1970 | 1987 | 1991 | 1995 | 2000 | 2005 | 2006 | 2007 | 2008 | 2009 | 2010 | 2011 | 2012 | 2013 | 2014 | 2015 | 2016 | 2017 | 2018 | 2019 | 2020 | 2021 | 2022 |
| --------- | ---- | ---- | ---- | ---- | ---- | ---- | ---- | ---- | ---- | ---- | ---- | ---- | ---- | ---- | ---- | ---- | ---- | ---- | ---- | ---- | ---- | ---- | ---- | ---- | ---- | ---- | ---- | ---- | ---- | ---- |
| Einwohner | 0949 | 1017 | 1047 | 1098 | 1136 | 1630 | 1583 | 1659 | 2047 | 2125 | 2221 | 2372 | 2459 | 2504 | 2478 | 2483 | 2468 | 2445 | 2421 | 2441 | 2467 | 2514 | 2609 | 2732 | 2799 | 2807 | 2823 | 2829 | 2858 | 2870 |

## Politik

### Bürgermeister
Seit 1. Mai 2020 ist Andreas Liebl (FWG) Erster Bürgermeister. Er erreichte bei der Bürgermeisterwahl 2020 66,78 % der gültigen Stimmen. Sein Vorgänger war Heinrich Stenzel (Freie Wählergemeinschaft), der im Jahr 2002 Nachfolger von Werner Lang (CSU/Unabhängige Bürger) wurde.

### Gemeinderat
Der Gemeinderat besteht aus dem ersten Bürgermeister und 14 Gemeinderatsmitgliedern. Nach der Gemeinderatswahl 2020 verteilen sich die 14 Sitze folgendermaßen auf die Wahlvorschläge:
| Liste / Partei                                              | Sitze |
| Freie Wählergemeinschaft (FWG)                              | 5     |
| Christlich-Soziale Union in Bayern (CSU)/Unabhängige Bürger | 4     |
| Sozialdemokratische Partei Deutschlands (SPD)/Freie Bürger  | 2     |
| Christliche Wähler Mitterfels                               | 2     |
| Grüne                                                       | 1     |

## Wappen
| Wappen von Mitterfels | Blasonierung: „Unter rotem Schildhaupt, darin ein schrägliegendes Schwert, gespalten; vorne die bayerischen Rauten, hinten in Silber eine grüne Tanne auf grünem Hügel.“ |
| Wappen von Mitterfels | |

## Kultur und Sehenswürdigkeiten

### Baudenkmäler
- Schloss Mitterfels ging aus der Burganlage der Grafen von Bogen hervor. Die Reste der mittelalterlichen Burganlage sind von der Ortschaft durch einen 20 Meter tiefen Burggraben getrennt, der von einer 1791 errichteten Steinbrücke überspannt wird. Der Hauptturm stürzte 1812 ein. Erhalten blieben Reste der Ringmauern, der Gefängnistrakt des 18. Jahrhunderts und das Pflegerhaus. Das 1780 anstelle eines älteren Gebäudes erbaute Schloss, ehemals Pfleg-, Land- und Amtsgericht, dient seit 1973 als Rathaus und ist seit 1977 Sitz der Verwaltungsgemeinschaft Mitterfels.

- Das ehemalige Gefängnis wurde im 18. Jahrhundert in den Turmzwinger eingefügt. Es war bis 1879 Gefängnis des Landgerichts und bis 1949 des Amtsgerichts Mitterfels. Hier befindet sich seit 1982 das Heimatmuseum mit originalen Gefängniszellen.
- Die Nebenkirche St. Georg entstand aus einer Burg- und Schlosskapelle. Sie wurde 1734 neu errichtet und war bis 1805 Filialkirche der Klosterpfarrei Kreuzkirchen. Von 1805 bis 1970 diente sie als Pfarrkirche der neuen Pfarrei Mitterfels, bis sie durch den Neubau Hl. Geist abgelöst wurde. Das zweijochige Kirchenschiff weist eine toskanische Pilastergliederung und ein Stichkappengewölbe auf.
- Seit 2001 werden im Burggarten vom Burgtheaterverein Mitterfels Singspiele und Musicals aufgeführt.

## Wirtschaft und Infrastruktur

### Wirtschaft einschließlich Land- und Forstwirtschaft
Im Jahr 2020 gab nach der amtlichen Statistik 960 sozialversicherungspflichtig Beschäftigte am Arbeitsort. Sozialversicherungspflichtig Beschäftigte am Wohnort gab es 1109. Im verarbeitenden Gewerbe gab es keine, im Bauhauptgewerbe zwei Betriebe. Zudem bestanden im Jahr 2016 28 landwirtschaftliche Betriebe mit einer landwirtschaftlich genutzten Fläche von 597 ha, davon waren 305 ha Ackerfläche und 291 ha Dauergrünfläche.

#### Tourismus
Das Gemeindegebiet, außer den Gemeindeteilen Hagnberg, Kögl und Wiespoint, ist als Luftkurort staatlich anerkannt.

### Verkehr
Die Staatsstraße 2140 und die Staatsstraße 2147 kreuzen in Mitterfels. Die Entfernung zur Autobahn A 3 beträgt sechs Kilometer. Die Bundesstraße 20 kann in fünf Kilometern erreicht werden. Durch die Bahnstrecke Straubing–Miltach war der Ort in der Zeit von 1896 bis 1984 an das Bahnnetz angebunden.

### Bildung
Es gibt folgende Einrichtungen (Stand 2022):
- zwei Kindertagesstätten: 152 genehmigte Plätze, 143 betreute Kinder
- zwei allgemeinbildende Schulen: 27 hauptamtliche Lehrkräfte, 326 Schülerinnen und Schüler (SJ 2022/23)
  - Grundschule Mitterfels-Haselbach: 11 hauptamtliche Lehrkräfte, 153 Schülerinnen und Schüler[15]
  - Mittelschule Mitterfels-Haselbach: 16 hauptamtliche Lehrkräfte, 173 Schülerinnen und Schüler[16]
- zwei öffentliche Berufsfachschulen: 15 hauptamtliche Lehrkräfte, 121 Schülerinnen und Schüler (SJ 2022/23)
  - Staatl. Berufsfachschule für Ernährung und Versorgung Mitterfels: 8 hauptamtliche Lehrkräfte, 38 Schülerinnen und Schüler[17]
  -  Staatl. Berufsfachschule für Kinderpflege Mitterfels: 7 hauptamtliche Lehrkräfte, 83 Schülerinnen und Schüler[18]
- Die Kreismusikschule des Landkreises Straubing-Bogen hat ihren Sitz in Mitterfels.

## Persönlichkeiten

### Ehrenbürger
- Alois Radler, von 1899 bis 1930 Oberamtsrichter in Mitterfels
- Joseph Obermayer (~1892–1981), von 1934 bis 1937 Gefängnisverwalter in Mitterfels
- Joseph Brettner, von 1920 bis 1951 katholischer Pfarrer in Mitterfels
- Ludwig Pramps (1926–2009), von 1966 bis 1999 katholischer Pfarrer in Mitterfels
- Werner Lang (1937–2020), von 1978 bis 2002 Erster Bürgermeister in Mitterfels

Quelle: Markt Mitterfels

### In Mitterfels geboren
- Johann Strassmaier (1846–1920), Altorientalist
- Wilhelm Bohl (1886–1958), Theologe
- Dionys Schötz (1891–1972), katholischer Theologe und Bibliothekar
- Franz Mayer (1920–1977), Rechtswissenschaftler, erster Rektor der Universität Regensburg
- Adelheid Brunner (* 1957), Judoka

### Mit Mitterfels verbunden
- Johann Kaspar Thürriegel (1722–1800), Abenteurer, Gerichtsschreiber in Mitterfels
- Hans Gutbrod (1877–1948), Tierarzt
- Gustav Kelber (1881–1961), bayerischer Schriftsteller und Jurist
- Johann Wartner (1883–1963), Abgeordneter, aus dem Ortsteil Scheibelsgrub
- Georg Fritz (1884–1967), Maler und Grafiker
- Josef Bauer, (1881–1958), Politiker, um 1900 Lehrer in Mitterfels
- Josef Rußwurm (1907–1969), zwischen 1941 und 1950 kath. Pfarrer in Mitterfels
- Hans Rieser (* 1934), österreichischer Bildhauer
- Wolfgang Hammer (* 1946), Pädagoge und Autor
- Alexander Stern (* 1976), Bildhauer, Maler und Installationskünstler
- Johanna Uekermann (* 1987), Politikerin (SPD)

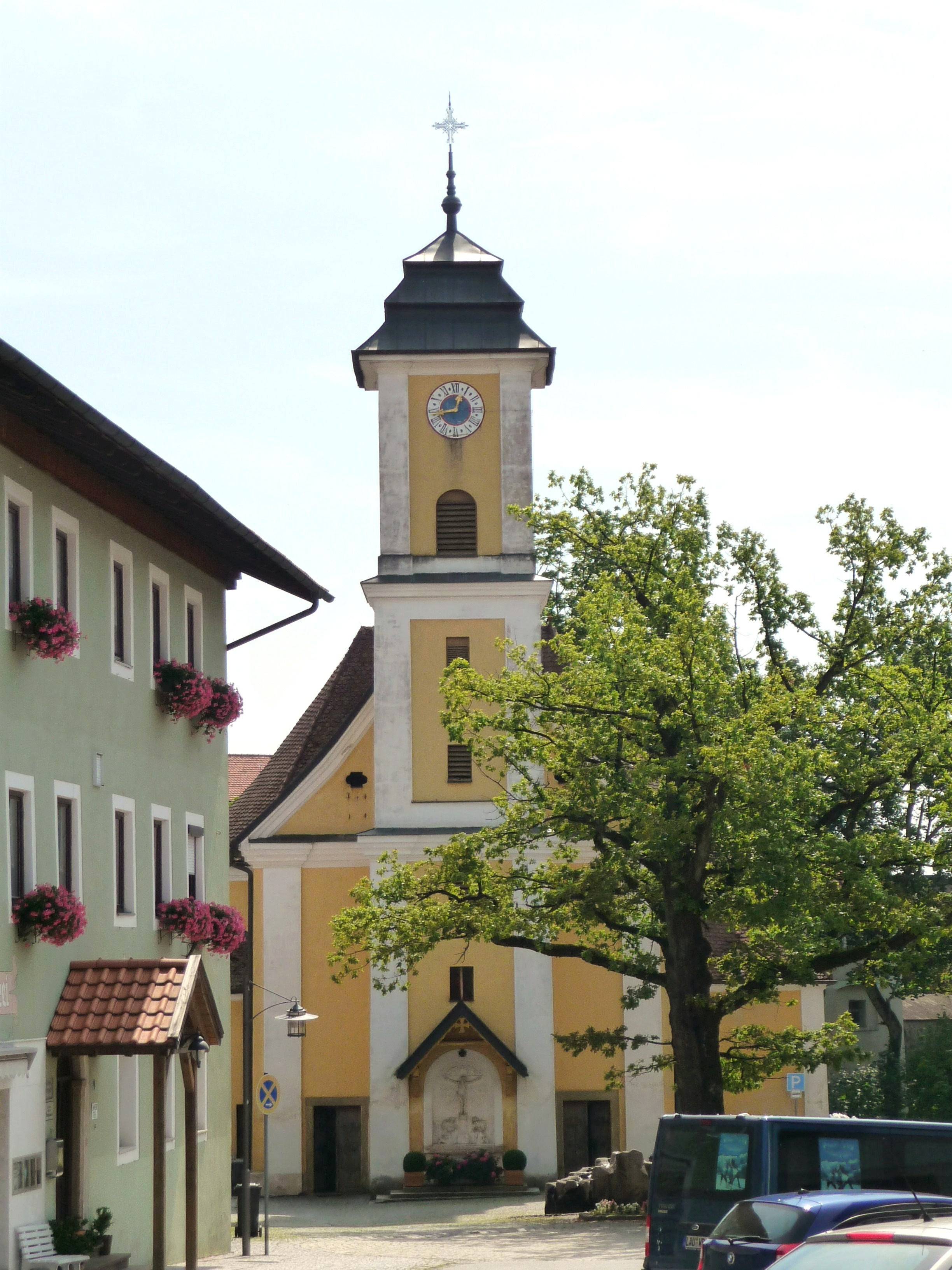
Die ehemalige Pfarrkirche  St. Georg
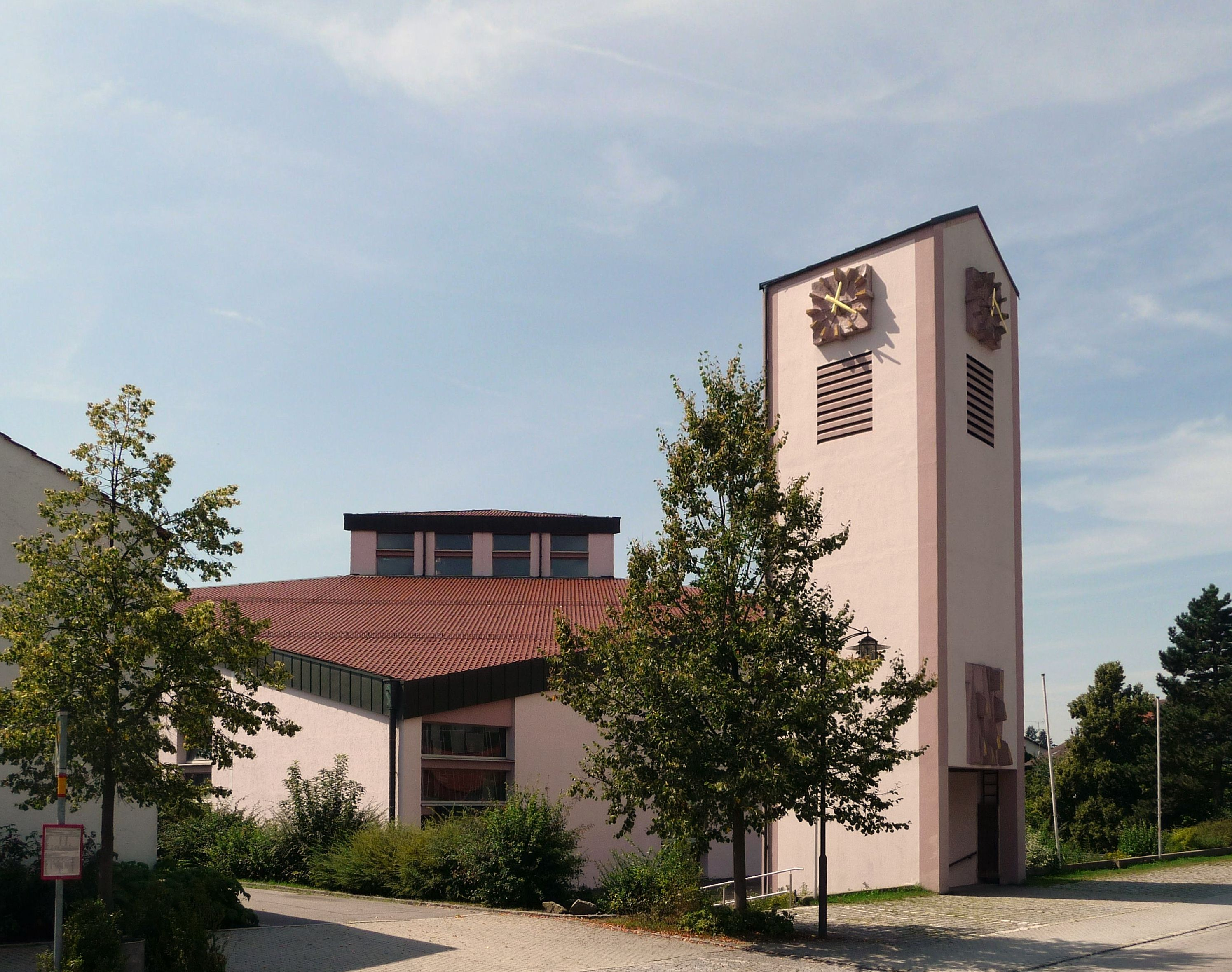
Die neue Pfarrkirche Hl. Geist
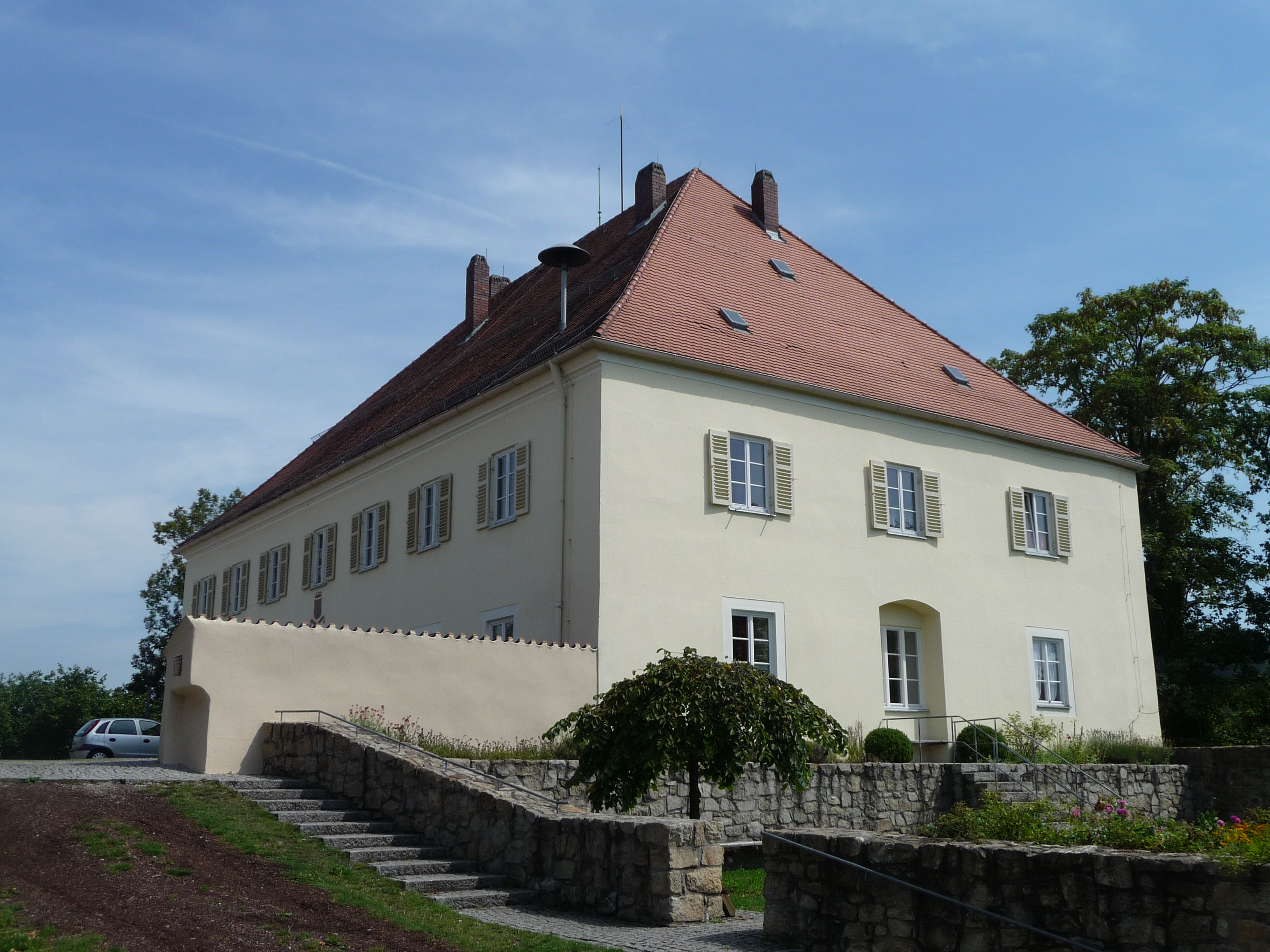
Das Rathaus von Mitterfels
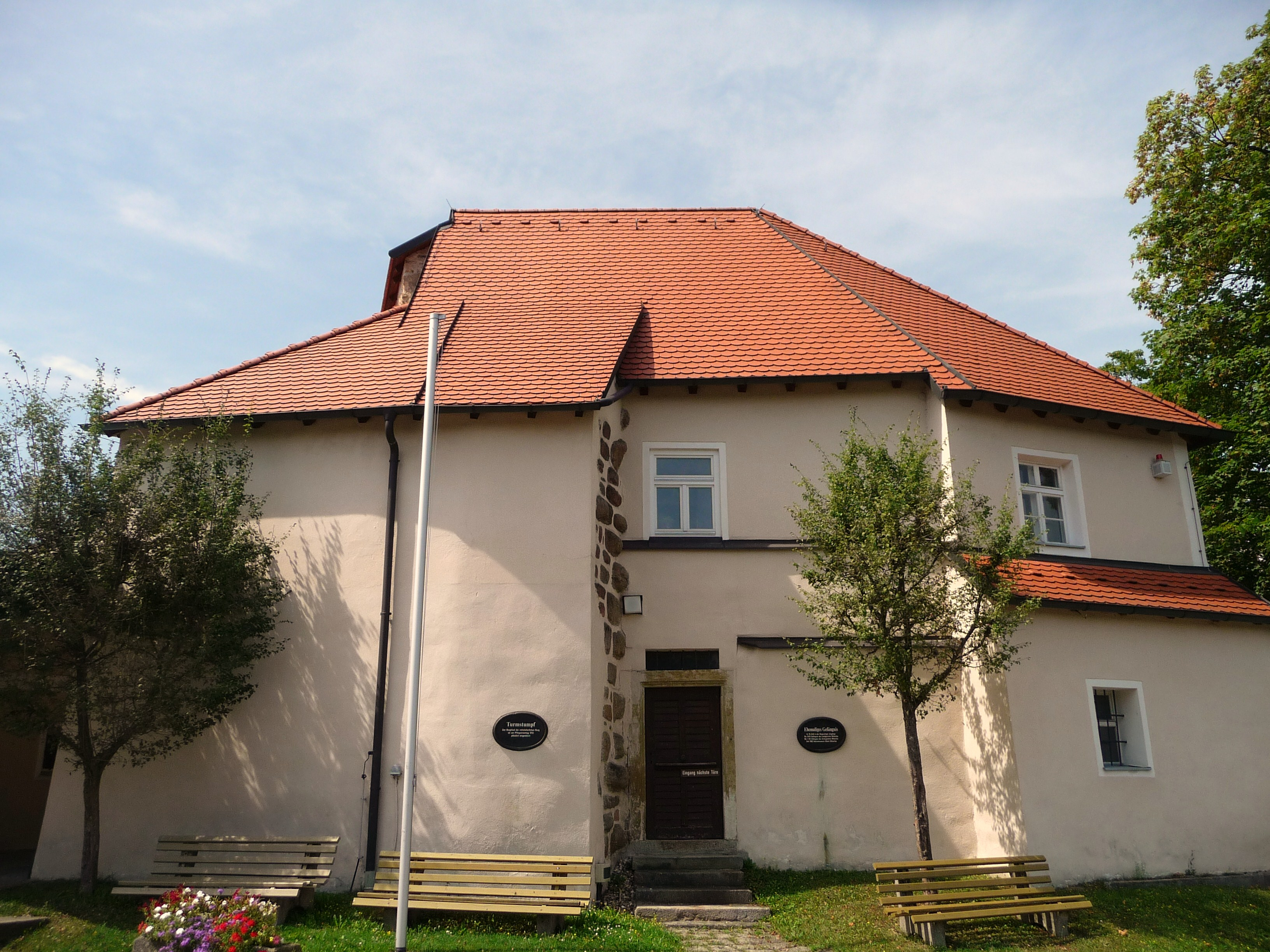
Das ehemalige Gefängnis
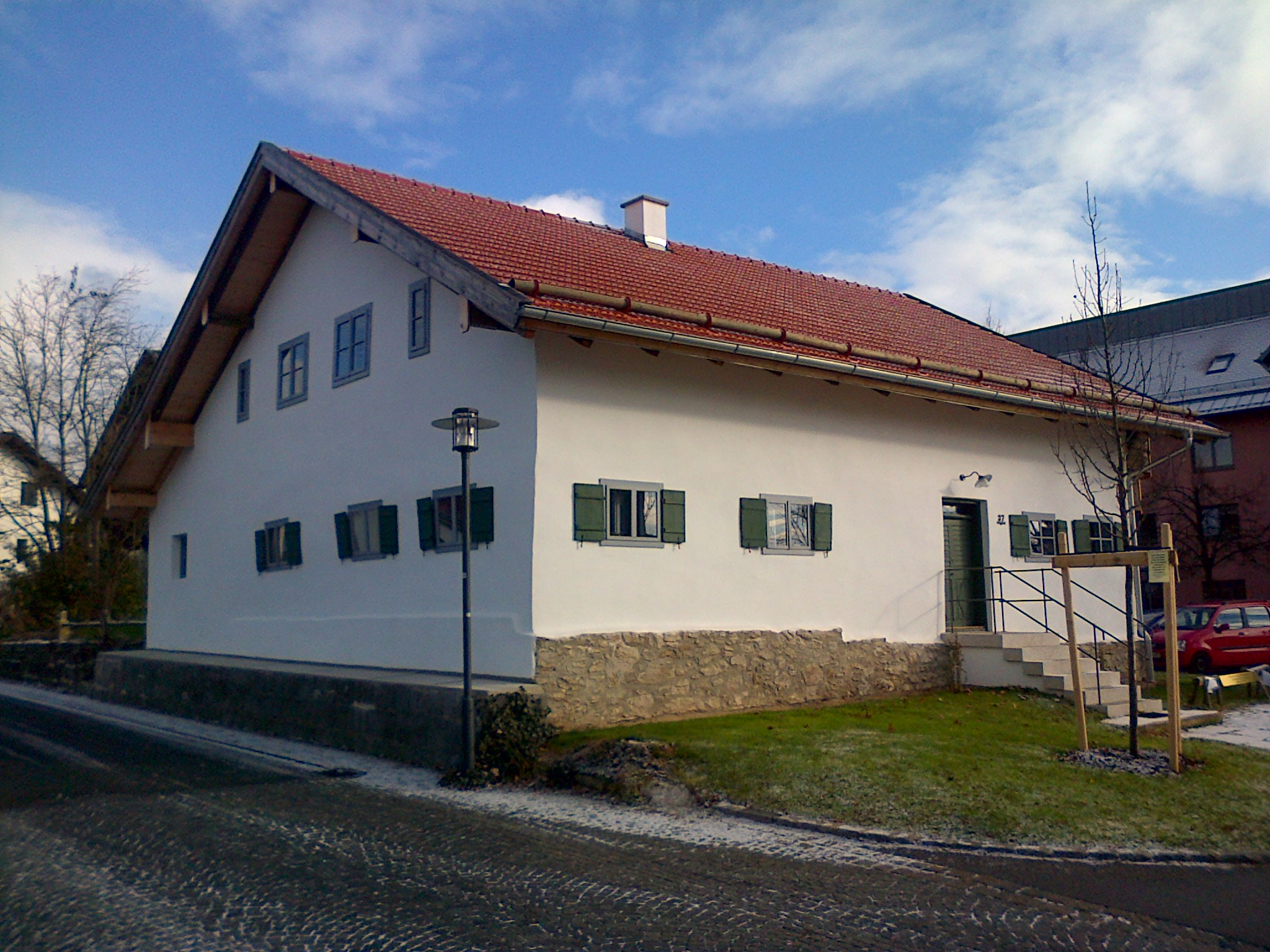
Historische Hien-Sölde, erbaut 1436